# Bivio
Bivio je bývalá samostatná obec ve švýcarském kantonu Graubünden, okrese Albula. Žije zde  obyvatel.
K 1. lednu 2016 se na základě výsledku hlasování Bivio sloučilo spolu s dalšími obcemi v údolí Oberhalbstein do nové obce Surses.

## Geografie
Bivio je nejvýše položená vesnice v údolí Surses (německy Oberhalbstein). Bývalé území obce zahrnuje celé povodí řeky Julia nad přehradou Marmorera a na průsmyku Septimerpass se rozprostírá ještě více než 1 kilometr na jih přes rozvodí. Zde se nachází bývalá hranice obce (a zároveň hranice okresu) u Säscel battü, úzkého místa středověké horské stezky.
Do hlavního údolí, které začíná jako malé údolí Val d’Agnel severozápadně od průsmyku Julierpass, ústí zleva boční údolí Val Grevasalvas, Val d’Emmat, Val Tgavretga vedoucí k Septimeru, Valletta da Beiva a Val Gronda. Strmější pravý svah údolí je málo členitý.
Horská řada ohraničující území na západě dosahuje i ve třech sedlech Stallerberg, Fuorcla da la Valletta a Forcellina výšky přes 2500 m n. m.; vrcholí v Piz Surparé (3078 m n. m.) a na samém jihu v Piz Turba (3018 m n. m.). Na jihovýchodní hranici dominuje Piz Lagrev (3165 m). Piz d’Agnel je nejen nejsevernějším, ale s výškou 3205 m n. m. také nejvyšším bodem obce. Severovýchodně od vesnice leží Piz Neir (2910 m n. m.).
Kromě hlavního sídla, které se rozkládá jako vesnice podél silnice na plošině na levém břehu řeky Julia, patří k Biviu ještě několik malých osad: Tgavretga, Stalveder s Tges’Alva, Val Beiva a Mot. Celé území obce se vyznačuje extrémním nedostatkem lesů, způsobeným intenzivním kácením od pozdního středověku. Samotné centrum obce je však chráněno před lavinami na úpatí mírného hřebene.
Podnebí v Biviu je vysokohorské, stejně jako v nedalekém Horním Engadinu. Vysokohorská poloha nabízí dobré podmínky pro zimní sporty a je návštěvníky hojně využívána pro turistické dovolené a výlety v oblasti Julier.
V roce 1997 bylo 48,8 % rozlohy obce využíváno pro zemědělství, lesy zabíraly 2,2 % a osady 0,4 %. Za neproduktivní bylo považováno 48,6 %.
Sousedními obcemi byly Marmorera, Bever, Silvaplana, Sils im Engadin/Segl, Bregaglia, Avers a Mulegns.

## Historie

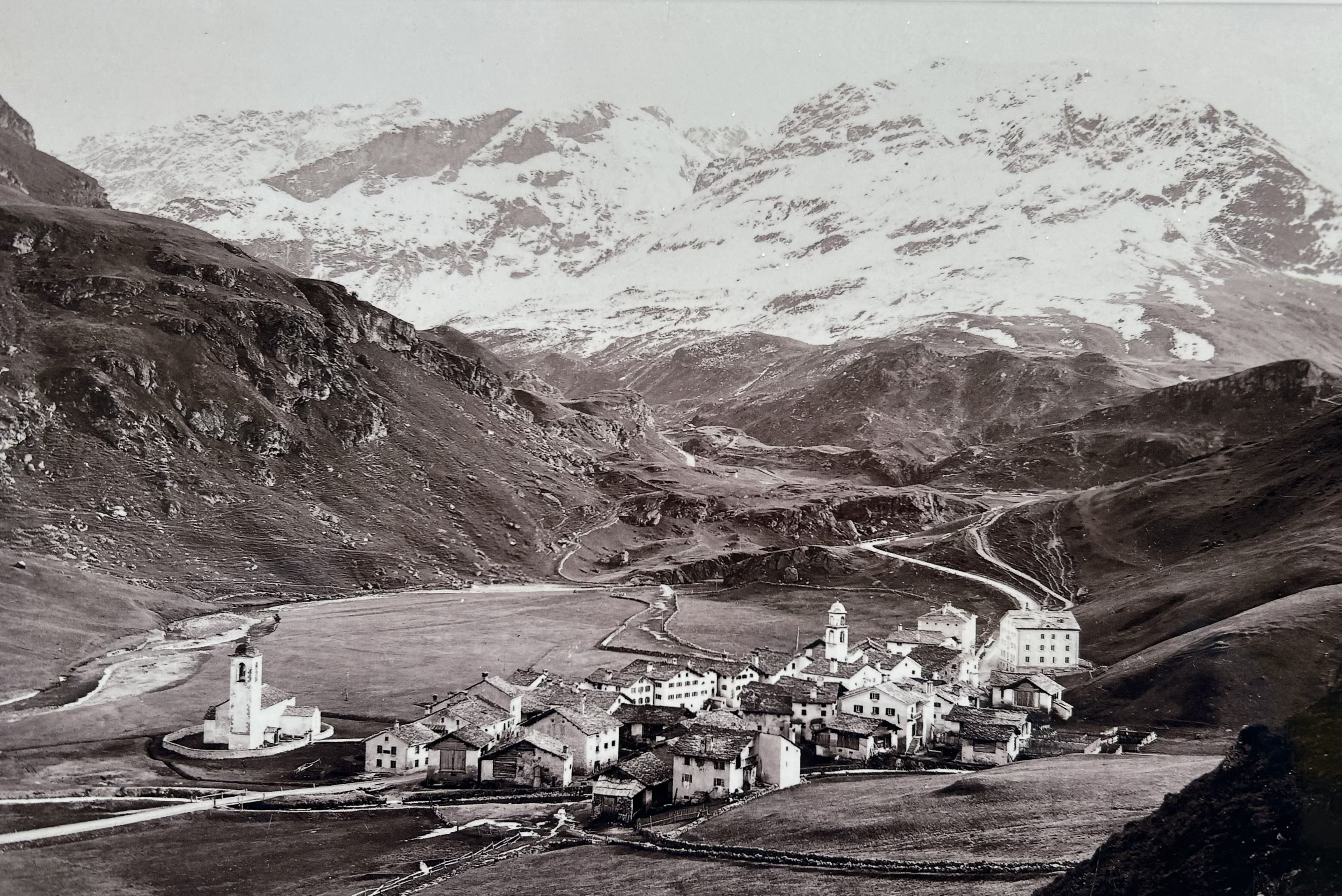
Bivio kolem roku 1920

Místo se poprvé objevuje v první polovině 9. století jako stabulum bivio, což znamená „hostinec na rozcestí“ (z latinského hospitāle „hostinec, ubytovna“ a bivium „rozcestí, odbočka“) a z čehož se později vyvinuly dvě běžné varianty názvu Stalla a Bivio. Historie osady byla po celou dobu úzce spjata s dopravou přes průsmyky Septimerpass a Julierpass. Tyto dva průsmyky, které měly v určitých obdobích evropský význam, spojují Bivio s údolím Bregaglia a Engadinem. Stallerberg, který je důležitý jako regionální spojení, vede do Avers, osídleného Walsery. Místo tedy leží na křižovatce různých jazyků a kultur, přičemž hlavní vlivy přicházely z jihu, z oblasti Bregaglie. Zejména ve 13. století došlo k populačnímu tlaku z Bregaglie přes průsmyk Septimer do Bivia. Podle výzkumu Martina Bundiho však k osídlení německy mluvících obyvatel (Walserů) v Biviu a Oberhalbsteinu došlo od pozdního středověku během rozvoje zemědělství a alpského hospodářství převážně v Avers.
Úzké vztahy mezi Biviem a údolím Bregaglia však nevznikly pouze díky provozu přes průsmyky. Dokumenty z 15. století se týkají pastvy na horských pastvinách a alpských pastvinách v oblasti Bivia rodinami z Bregaglie ve službách pánů ze Salis-Soglio. Od 16. století se tyto rodiny prokazatelně usadily po celý rok ve vnějších částech Bivia; centrum vesnice však zůstalo ještě delší dobu čistě románsky mluvící.
Jako součást trasy přes Septimer bylo Bivio (centrum Port Stalla, překladiště a stanice pro výměnu koní) ve vlastnictví biskupa z Churu a později členem Gotteshausbundu. Spolu s Marmorerou a Avers tvořilo vlastní soudní okrsek. V 16. století část obyvatelstva spolu se sousedy z Bregaglie konvertovala k protestantské víře. Od té doby jsou v obci obě konfese zastoupeny přibližně stejnou měrou, čímž Bivio představuje výjimku v jinak zcela katolickém Oberhalbsteinu.
Stejně, jako celý Oberhalbstein, zažila vesnice po ztrátě tranzitní dopravy na konci 19. století recesi. Po vybudování prvního ze tří lyžařských vleků v roce 1959 nastal určitý turistický rozvoj. V 80. letech 20. století byla zastavěna oblast Plaz na pravém břehu řeky Julia.

## Obyvatelstvo

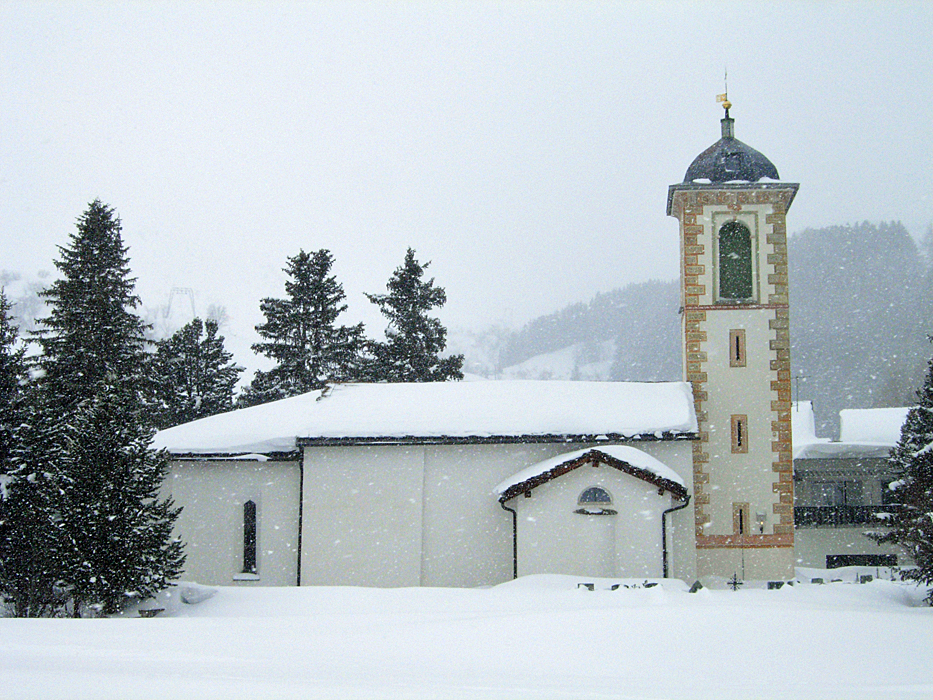
Kostel

| Rok            | 1808 | 1850 | 1900 | 1920 | 1950 | 1980 | 1990 | 2000 | 2005 | 2014 |
| Počet obyvatel | 182  | 211  | 141  | 121  | 224  | 238  | 223  | 204  | 220  | 189  |

### Jazyky
Bivio bylo původně rétorománsky mluvící vesnicí. V důsledku osídlení obyvateli Bregaglie bylo od 16. do počátku 20. století dvojjazyčnou vesnicí, kde se mluvilo rétorománštinou a italštinou. Kolem roku 1900 uvedlo 88 osob jako svůj mateřský jazyk rétorománštinu, 52 italštinu a 1 němčinu. Od té doby se němčina stala třetím jazykem.
Místní dialekt italštiny se do značné míry shoduje s dialektem, používaným v regionu Bregaglia („Bargajot“, který je sám o sobě poddialektem lombardštiny), ale vykazuje místní zvláštnosti. Ve své disertační práci z roku 1900 zkoumal Johann Paul Candrian zvláštnosti místního idiomu rétorománštiny, zvaného surmiran, na základě čarodějnických protokolů z roku 1650, kdy byla protireformace vedena kapucíny z Lombardie. Jejich činnost měla na románský dialekt značný lingvistický vliv. Bivio-románština, kterou dnes mluví jen málo obyvatel, se nachází mezi idiomy surmiran a putér. Romanista Andres Kristol v roce 1984 napočítal sedm jazyků a dialektů, kterými se v této oblasti mluví: spisovnou němčinu a graubündenskou němčinu, italštinu a bargajot, jakož i rétorománské dialekty surmiran, putér a bivio-románština. Bivio bylo v té době považováno za „obec s nejvíce jazyky ve Švýcarsku“ .
Oficiálně byla italština v této do konce roku 2015 samostatné obci jediným úředním jazykem, ačkoli od tohoto data většina obyvatel uváděla jako hlavní jazyk němčinu. Na obecním zastupitelstvu se z ohledu na německy mluvící obyvatele mluvilo německy, ale zápisy se nadále sepisovaly v italštině. Základní škola byla dvojjazyčná, německo-italská. Bivio tak bylo vedle Livigna jedinou oficiálně italsky mluvící obcí severně od hlavního alpského hřebene. Turistický ruch, úbytek obyvatelstva a přistěhovalci s druhými domovy však neustále mění jazykovou situaci, podobně jako v jiných horských obcích v kantonu Graubünden.
Vývoj v uplynulých desetiletích ukazuje následující tabulka:
| Jazyky v Biviu |                   |                   |                   |                   |                   |                   |                   |                   |
| Jazyk          | Sčítání lidu 1980 | Sčítání lidu 1980 | Sčítání lidu 1990 | Sčítání lidu 1990 | Sčítání lidu 2000 | Sčítání lidu 2000 | Sčítání lidu 2014 | Sčítání lidu 2014 |
| Jazyk          | Počet             | Podíl             | Počet             | Podíl             | Počet             | Podíl             | Počet             | Podíl             |
| Italština      | 100               | 42,02 %           | 76                | 34,08 %           | 60                | 29,41 %           |                   | 25,5 %            |
| Rétorománština | 44                | 18,49 %           | 20                | 8,97 %            | 25                | 12,25 %           |                   | 3,8 %             |
| Němčina        | 88                | 36,97 %           | 120               | 53,81 %           | 113               | 55,39 %           |                   | 57,3 %            |
| Počet obyvatel | 238               | 100 %             | 223               | 100 %             | 204               | 100 %             | 189               | 100 %             |

## Doprava
Bivio leží na hlavní silnici č. 3 z Churu přes Lenzerheide a průsmyk Julierpass do Engadinu. Na této trase jezdí také autobusová linka Postauto, obsluhující obec.